# 李元凱
李元凱（1905年—1956年），字建德。雲南省保山縣人。民國37年（1948年）在雲南省第三選區當選第一屆立法委員。

## 生平
李元凱是雲南省保山縣人，雲南省立師範學校、美國參謀大學畢業，曾在雲南陸軍講武堂陸軍將校隊學習。曾赴日本就讀東京振武學校並完成預科學業，在日本陸軍步兵聯隊實習，其後就讀並畢業於日本陸軍士官學校第二十期步兵科。
回國後曾任國民政府訓練總監部參謀、步兵監監員；中央陸軍步兵學校研究委員；中央訓練團總團部教育委員會軍事組組長、辦公廳主任，敘任陸軍少將，擔任軍事委員會天水行營參謀處處長。
1944年（民國33年）2月11日任河南省保安處處長，次年3月7日免。
其後擔任湘鄂川黔邊區綏靖公署參謀長、陸軍總司令部總務處處長。1948年（民國37年）在雲南省第三選區當選第一屆立法委員，後來被撤銷資格。其後擔任雲南省第二區行政督察專員兼保安司令部司令官、曲靖縣縣長；雲南省第三區行政督察專員兼保安司令部司令官、宜良縣縣長。
1950年1月，赴緬甸。1956年，故於緬甸北沙河。

## 榮譽
- 獲頒忠勤勳章
- 獲頒勝利勳章